# Belgisches Rotes Kreuz
Das Belgische Rote Kreuz (französisch Croix-Rouge de Belgique CRB, niederländisch Belgische Rode Kruis) ist nach den Genfer Abkommen von 1949 die Nationale Rotkreuz-Gesellschaft in Belgien und als solches Teil der Internationalen Rotkreuz- und Rothalbmond-Bewegung inklusive der Anerkennung ihrer sieben Grundsätze.

## Geschichte
Das am 4. Februar 1864 gegründete Belgische Rote Kreuz ist heute die älteste noch bestehende nationale Rotkreuz-Gesellschaft. Am 22. August 1864 unterzeichnete Belgien mit weiteren 12 Staaten die 1. Genfer Konvention.

## Organisation
Das Belgische Rote Kreuz besteht aus zwei eigenständigen Gemeinschaften, einen französischsprachigen und einen flämischen plus einer deutschsprachigen Minderheit. Der nationale Präsident des Belgischen Roten Kreuzes wird abwechselnd, jeweils für einen Zeitraum von zwei Jahren, von den Gemeinschaftsvorsitzenden der Französischsprachigen und der flämischen Gemeinschaft besetzt. Dieses Mandat wird derzeit von Hans Verstraete für den Zeitraum vom 1. Januar 2025 bis 31. Dezember 2026 ausgeübt.

## Aufgaben
- Blutspende
- Hilfsmittelverleih
- Kleiderbörse
- Lebensmittelhilfe
- Sanitätsdienst
- Erste-Hilfe-Ausbildung